# Julius von Payer
Pour les articles homonymes, voir Payer.
Julius von Payer, né le 2 septembre 1841 à Schönau (royaume de Bohême) et mort le 19 août 1915 à Bled (duché de Carniole), est un officier austro-hongrois, alpiniste et explorateur de l'Arctique, cartographe et professeur à l'Académie militaire. Il a découvert l'archipel François-Joseph avec Karl Weyprecht, lors de l'expédition austro-hongroise au pôle Nord, en 1873. Plus tard, il se fait également un nom en tant que peintre.

## Biographie

### Jeunesse
Julius Payer a été formé à l'Institut des cadets à Lobzowa près de Cracovie et en 1857 à l'Académie militaire de Wiener Neustadt. Le 24 juin 1859, il est présent à la défaite autrichienne à Solférino et est décoré pour son engagement. Son rang est alors celui d'un sous-lieutenant au 36e Régiment d'Infanterie. De 1860 à 1868, Payer est en garnison dans plusieurs endroits du nord de l'Italie. Il profite de cette période pour découvrir les pics des Alpes et couche par écrit des rapports à ce sujet. Trente premières ascensions dans les massifs de l'Ortler et du Grossglockner lui sont attribuées.
En 1863, il entreprend l'ascension du Grossglockner. En 1864, Payer est décoré et promu au grade de lieutenant. Il est professeur d'histoire à l'académie militaire, cependant, ce poste lui est retiré en 1865 en raison de son approche critique et son indépendance d'esprit. L'université de Halle en 1868 le nomme, du fait de ses recherches et publications concernant l'alpinisme, docteur en philosophie à titre honoraire. En 1868, il est appelé personnellement par le Secrétaire à la guerre comme officier de l'état major général de l'Institut géographique militaire de Vienne. 
À l'âge de 27 ans, Julius Payer passe pour un chercheur accompli dans le domaine de la haute montagne, grâce à la fois à ses observations scientifiques de la nature et aux relations topographiques qu'il rédige.

### Expéditions polaires
En 1869-1870, Payer, invité par August Petermann participe à la seconde expédition polaire allemande commandée par le capitaine Carl Koldewey à l'Est du Groenland. Avec le bateau Germania, ils atteignent comme point le plus septentrional, l'île Shannon. À partir des quartiers d'hiver dans l'île Sabine est étudiée la côte entre 73° et 77° de latitude nord. Payer effectue plusieurs voyages en traîneau pour explorer le pays, en particulier autour du fjord Kaiser Franz Joseph. En alpiniste expérimenté, il grimpe les montagnes côtières comme le Payer Tinde (1 793 m), nommé d'après lui.
Une seconde expédition le conduit en 1871 avec Karl Weyprecht sur la Isbjörn dans les eaux situées entre le Spitzberg et la Nouvelle-Zemble. Ce voyage est la préparation d'une grande expédition austro-hongroise au Pôle Nord, qui a lieu à partir de 1872 1874, à bord du Tegetthoff, avec Carl Weyprecht en tant que commandant en mer et Julius Payer en tant que commandant à terre. Elle conduit à la redécouverte de la terre de « Rönnebeck »  et donne son nom à l'archipel François-Joseph. Peu après son retour, de nombreux critiques s'élèvent, doutant de l'existence de l'archipel François-Joseph et des expériences des participants lors de l'expédition. Les témoignages, les journaux de bord et les croquis scientifiques de Payer purent prouver la vérité. Néanmoins, cela contrecarrera, du fait de la méfiance de l'association des officiers, sa promotion au grade de capitaine. Payer, blessé dans son honneur, donna sa démission.

### Peinture

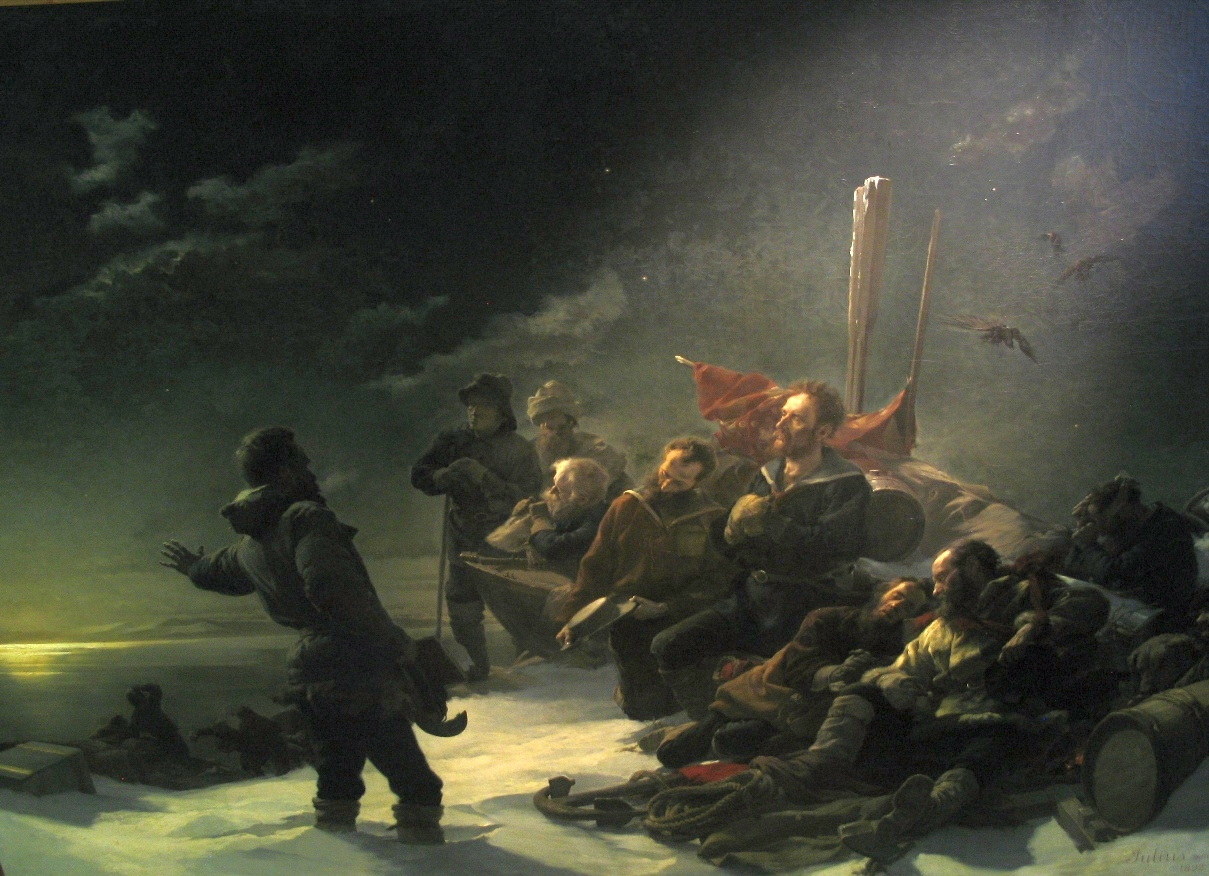
Julius von Payer, Nie zurück! (1892).

Payer avait étudié la peinture à l'Institut Stadel sous la conduite des professeurs Heinrich Hasselhorst, Lutze et Sommer. Il avait également étudié à Francfort l'anatomie sur des cadavres du point de vue graphique. En 1880-1882, il poursuit ses études à l'Académie de Munich avec Alexander Wagner, dont la composition et les techniques de peinture le marqueront. À Munich, il crée un grand cycle de peintures sur l'expédition arctique de John Franklin, pour lequel il a reçu la grande médaille de l'Académie de Munich. En 1882, les époux Payer partent de Francfort pour Paris.
À Paris, Payer établit son atelier dans la rue de Martin, où il est influencé par Constant, Bonnat, Cabanel, Gallait et Tattegrain. Dans l'atelier de Mihály Munkácsy, il apprend le contraste efficace de blanc brillant et de velouté brun-noir. En 1884, il perd un œil du fait d'une infection. Pour ses différentes peintures, on lui discerne des médailles d'or, à Paris en 1887 et 1889, à Munich en 1885, à Berlin en 1888 et à Chicago en 1894.

### Vie privée
Il épouse en 1876 Fanny Kann, née Gumpertz, dont il aura deux enfants, une fille Julia Oliva Fanny, née en 1877 à Bayonne et un fils Julius, né en 1881 à Francfort. Le couple se sépare en 1890. Son épouse et les enfants restent vivre à Paris alors que Payer retourne à Vienne. Il ouvre alors une école de peinture pour jeunes filles. Dans cette période où il peint son tableau le plus célèbre Nie zurück (1892), il dit souffrir de neurasthénie. En 1898, Fridtjof Nansen vient lui rendre visite à Vienne. Il donne régulièrement des conférences. En 1912 (à l'âge de soixante-dix ans), il envisage encore les plans d'une expédition dans un sous-marin vers le pôle Nord.
Partisan des méthodes de traitement ponctuées de longs bains, il passe ses vacances d'été dans le duché de Carniole près du lac de Bled entre les Alpes Juliennes et le Karavanke. C'est là qu'il subit une première attaque qui le laisse muet en 1912 et qu'il décède d'une crise cardiaque le 29 août 1915. Il est enterré le 4 septembre 1915 dans une tombe d'honneur au cimetière central de Vienne.

## Ascensions
- 1864 - Première ascension du Monte Adamello, le 15 septembre, avec M. Catunari
- 1864 - Première ascension de la face sud-est de la Cima Presanella, le 19 septembre, en compagnie des guides Bertoldi et Botteri
- 1865 - Première ascension du Monte Cevedale, le 7 septembre, en compagnie de Johann Pinggera et Joseph Reinstalder
- 1870 - Ascension d'un cime vierge lors d'une expédition au Groenland, connue depuis sous le nom de Payerspitze

## Postérité
Les peintures monumentales de Payer représentant notamment des paysages de l'Arctique se trouvent au Musée d'histoire naturelle de Vienne et dans la salle de Marine du Muséum d'histoire militaire à Vienne.